# 18 (số)
18 (mười tám) là một số tự nhiên ngay sau 17 và ngay trước 19.

## Trong toán học
- Bình phương của 18 là 324.
- Căn bậc hai của 18 là 4,242640687.
- Số 18 có tổng 3 ước của nó: 3 + 6 + 9 = 18, do đó nó là số nửa hoàn hảo.
- Trong hệ thập phân, số 18 là số Harshad.
- Số 18 là số dồi dào, bởi tổng các ước số thực sự của 18 lớn hơn chính nó (1 + 2 + 3 + 6 + 9 = 21 > 18), nó cũng được biết đến là số đơn độc, mặc dù không nguyên tố cùng nhau với tổng ước của nó.
- Số 18 là số duy nhất mà tổng các chữ số của nó bằng một nửa của nó (18 = (1 + 8) * 2).

## Trong văn hóa Việt Nam
Con số 18 có ý nghĩa với người Việt xưa:
- Nhiều tài liệu lịch sử cho biết có 18 đời vua Hùng
- Trong truyện Bánh chưng bánh dày thì người con thứ 18 được vua Hùng truyền ngôi cho, người đã làm ra những chiếc bánh có nhiều ý nghĩa.
- Chi tiết con ngựa sắt trong truyện Thánh Gióng có chiều cao là 18 thước.
- Ở tỉnh Vĩnh Phúc có nơi rước 18 chiếc nõ và 18 chiếc nường trong phong tục rước ngày lễ.
- Vòng trong của thành Cổ Loa có 18 ụ hỏa hồi.
- Tá Cần trong "truyền thuyết trăm trứng" và Mo "đẻ đất đẻ nước" đã từng lấy Bà Chu,Bà Chuông làm vợ sinh ra 18 người con: 9 trai và 9 gái.
- Phần lớn mỗi vành trống đồng Đông Sơn đều có 18 chim. Trên mặt trống Sông Đà, người nghệ nhân do lúc đầu sơ ý đã chia nhầm thành 17 cung bằng nhau, khi khắc đến hình chim thứ 16 thì chỉ còn một đoạn, do đó đã phải cố khắc hai con chim vào vành cuối này cho đủ số lượng là 18 con.

## Trong hóa học
- 18 là số hiệu nguyên tử của argon (Ar).

## Tuổi 18
Trong nhiều quốc gia (trong đó có Việt Nam), tuổi 18 là được coi là tuổi trưởng thành.  